# Drama chinês
Drama chinês (em chinês simplificado: 中国 戏剧) também nomeado como c-drama ou telenovela chinesa, é a designação dada aos dramas de televisão produzidos na China. Eles são semelhantes aos dramas de televisão da América do Norte, entretanto, muitas vezes possuem um número maior de episódios. A China possui a emissora CCTV-8, que  é um canal com transmissão de dramas vinte e quatro horas por dia, além disso, é o país que mais os produz, em 2014 foram mais de 15.000 episódios. O gênero mais popular é o de romance de fantasia, com 47 deles na lista dos 50 dramas mais vistos no país em 2016.
Desde a década de 1990, as séries históricas têm sido o gênero dominante na televisão em horário nobre. A tendência teve seu auge no final da década de 90 e início dos anos 2000, com uma grande quantidade de "dramas de palácio" (também conhecidos como "Qing") exibidos na televisão. Os dramas de televisão chineses mais populares incluem, Nirvana in Fire, The Journey of Flower, Eternal Love, The Princess Weiyoung, Just One Smile Is Very Alluring, The Legend of Zhen Huan, Scarlet Heart dentre outros. Muitas vezes, esses títulos criam bilhões de visualizações nos sites de vídeo mais populares da China, que são: iQiyi, Youku e o QQ Video. Alguns dramas chineses foram tão populares e amplamente aclamados, que foram refeitos em diferentes idiomas, bem como receberam uma história derivada como uma continuação do enredo.

## Formato
Os dramas chineses são divididos em diversas categorias como: histórico (subdividido em ficção histórica, nacionalismo, reconstituição histórica e wuxia), polícia e política, comédia e dramas com conflitos familiares mais modernos. O início de cada episódio é a prolongação de um tema de abertura com seus créditos e no final de cada episódio, há um tema de encerramento, com a adição de mais créditos. Além disso, a maior parte dos dramas chineses se encerram com um gancho de suspense.
Os dramas chineses são frequentemente classificados de acordo onde foram produzidos, como os dramas da china continental, dramas taiwaneses e dramas de Hong Kong. Cada um difere nos quesitos de estilo, formato de filmagem e edição. A maioria consiste de temas de romance, família e amigos com a combinação de temas da cultura pop.